# Jellisonia bullisi
Jellisonia bullisi är en loppart som först beskrevs av Augustson 1944.  Jellisonia bullisi ingår i släktet Jellisonia och familjen fågelloppor. Inga underarter finns listade i Catalogue of Life.